# Zbigniew Gazda
Zbigniew Gazda (ur. 2 marca 1948 w Czechowicach-Dziedzicach) – polski wojskowy, emerytowany pułkownik Wojska Polskiego, ekonomista, historyk myśli ekonomicznej.

## Życiorys
W 1967 roku ukończył Technikum Hutnicze w Czechowicach-Dziedzicach. W latach 1967–1971 odbył studia w Wyższej Szkole Oficerskiej Wojsk Pancernych im. Stefana Czarnieckiego w Poznaniu. Ponadto od 1978 do 1981 studiował w Wojskowej Akademii Politycznej w Warszawie. W 1986 roku tamże ukończył studia podyplomowe z filozofii. Doktoryzował się w 1988 na WAP, natomiast stopień naukowy doktora habilitowanego nauk ekonomicznych uzyskał w 1996 roku na Akademii Ekonomicznej im. Oskara Langego we Wrocławiu w oparciu o rozprawę pt. Nurt katolicki w polskiej myśli ekonomicznej okresu Drugiej Rzeczypospolitej.
W latach 1971–1984 był oficerem w jednostkach wojskowych w Częstochowie, Nysie i we Wrocławiu. Pracował jako wykładowca, adiunkt i zastępca szefa kadry w Wyższej Szkole Oficerskiej Inżynierii Wojskowej we Wrocławiu (1984–1994). Przez następne trzy lata był wykładowcą w Wyższej Szkole Oficerskiej im. Tadeusza Kościuszki we Wrocławiu. Po przejściu na wojskową emeryturę, podjął w 1997 roku pracę jako profesor nadzwyczajny w Wyższej Szkole Pedagogicznej w Kielcach, przekształconej następnie w Akademię Świętokrzyską i Uniwersytet Jana Kochanowskiego. W latach 2005–2012 pełnił funkcję dziekana Wydziału Zarządzania i Administracji UJK. Związany jest również z Wyższą Szkołą Ekonomii, Prawa i Nauk Medycznych im. prof. Edwarda Lipińskiego w Kielcach (od 1998).
Specjalizuje się w historii polskiej myśli ekonomicznej, historii gospodarczej, mikroekonomii i metodologii ekonomii. Autor publikacji m.in. w „Biuletynie Inżynierii Wojskowej”, „Poglądach i Doświadczeniach” i „Gospodarce Świętokrzyskiej”. W 2000 roku został członkiem Towarzystwa Naukowego Organizacji i Kierownictwa. Odznaczony został m.in. Złotym i Srebrnym Krzyżem Zasługi oraz wojskowymi odznaczeniami resortowymi.
W latach 1968–1990 należał do Polskiej Zjednoczonej Partii Robotniczej.

## Wybrane publikacje
- Nurt katolicki w polskiej myśli ekonomicznej okresu Drugiej Rzeczypospolitej. 1918–1939, Wrocław 1996
- Historia nurtu katolickiego w polskiej myśli ekonomicznej okresu Drugiej Rzeczypospolitej (1918–1939), Kielce 1998
- Słownik biograficzny ekonomistów polskich. Od XIII wieku do połowy wieku XX, Kielce 1998
- Historia gospodarcza, t. 1, Kielce 1998
- Wprowadzenie do ekonomii, Kielce 1999
- Historia gospodarcza, t. 2, Kielce 2000
- Na obrzeżach ekonomii, Kielce 2000
- Mikroekonomia, Wrocław 2000
- Szkice z dziejów myśli ekonomicznej, Kielce 2002
- Poradnik metodyczny i przewodnik bibliograficzny do pisania prac dyplomowych na kierunku ekonomia, Kielce 2005